# Denominació d'Origen Conca de Barberà
La Denominació d'Origen Conca de Barberà regula la producció vitícola de les conques dels rius Francolí i el seu afluent, l'Anguera, a la comarca de la Conca de Barberà. El primer reglament del Consell Regulador fou aprovat el 19 de novembre de 1985.

## Geografia
La plana vertebrada pels rius Francolí i Anguera està protegida per les muntanyes que l'envolten, especialment la serra de Prades per ponent. El clima és moderat, entre mediterrani i de secà, amb una temperatura i pluviositat òptimes per elaborar vins de qualitat secs aromàtics i suaus. L'altitud mitjana és de 500 m. El sòl és bàsicament calcari.
La zona de la denominació d'origen s'estén pels següents municipis: Barberà de la Conca, Blancafort, Conesa, l'Espluga de Francolí, Forès, Montblanc, Pira, Rocafort de Queralt, Sarral, Senan, Solivella, Vallclara, Vilaverd i Vimbodí i Poblet.

## Història

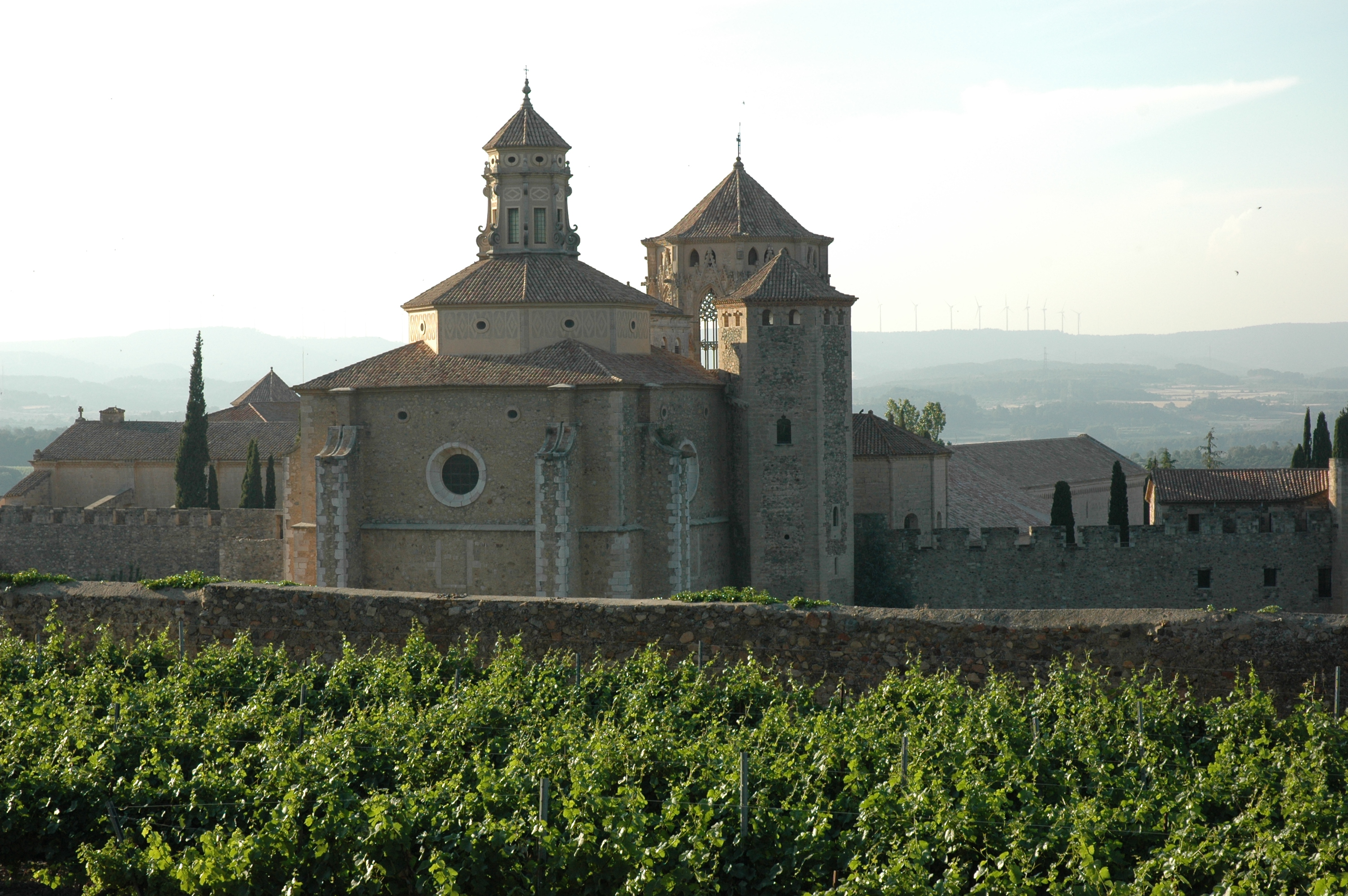
Vinyes a tocar del monestir de Poblet

La història vinícola de la comarca es remunta al segle I aC amb la romanització, però la seva tradició està estretament lligada al monestir de Poblet. Durant l'època medieval els monjos cistercencs van impulsar el conreu de la vinya i l'elaboració del vi. Es conserva un celler d'estil gòtic del segle xiii.
La irrupció de la fil·loxera a finals del segle xix va provocar un moviment cooperatiu per fer front a la plaga. El 1894 naixia la Cooperativa de Barberà de la Conca a la que van seguir tota una llista de cellers cooperatius. Destaquen els cellers modernistes dels arquitectes Pere Domènech i Roura i Cèsar Martinell i Brunet, anomenats «catedrals del vi» per Àngel Guimerà.

## Vinificació
La varietat de raïm autòctona i característica de la Conca de Barberà és el trepat que produeix un vi rosat característic, lleuger i aromàtic. També s'utilitza per fer vi blanc amb cupatge de parellada i macabeu, i vi negre amb cupatge d'ull de llebre. El 80% de la producció són vins blancs novells, frescos i fruitosos, amb predomini del parellada.